# Klimanotstand

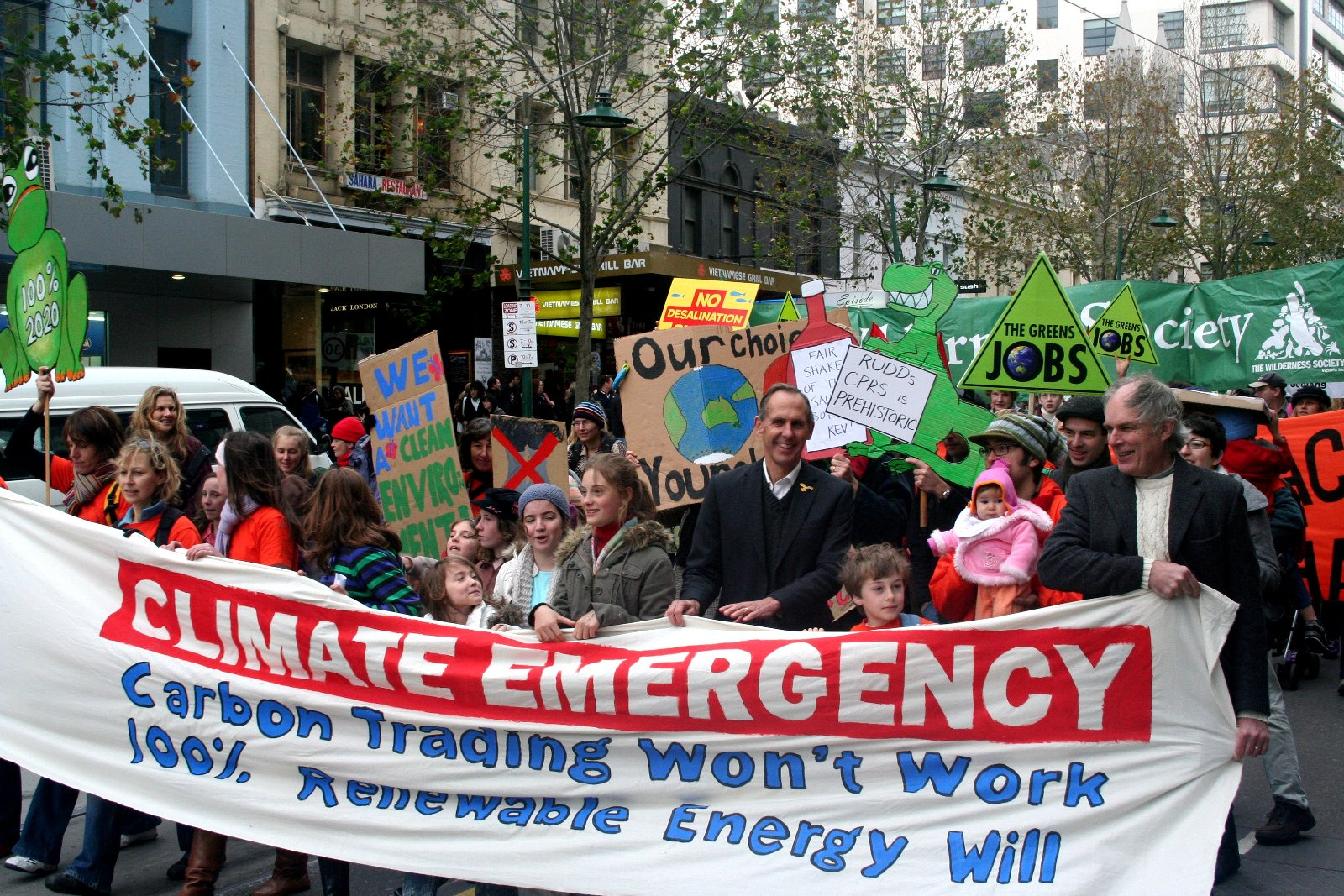
Banner mit der Aufschrift
„Klimanotstand – Emissionsrechtehandel wird nicht funktionieren, 100 % Erneuerbare Energien schon“
am 13. Juni 2009 bei Protesten gegen den Klimawandel auf der
„Climate-Emergency-Rally“ anlässlich des jährlichen „Tags der Erde“ in Melbourne, Australien

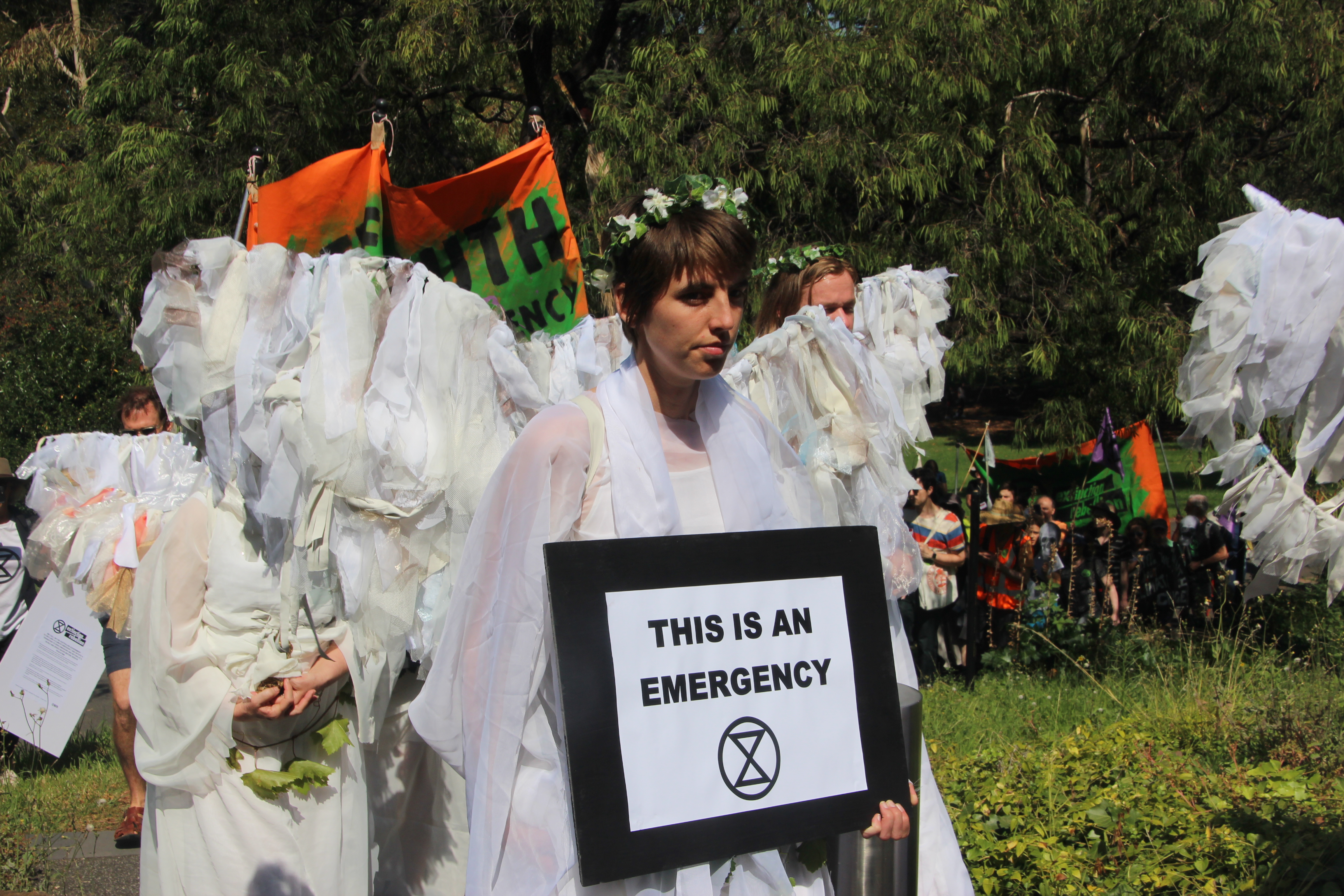
„Klima-Engel“ mit Plakat „Dies ist ein Notstand“ beim Auftakt der „Extinction Rebellion“-Demonstration am 22. März 2019 in Melbourne

Unter der Ausrufung des Klimanotstands wird ein Prozess verstanden, bei dem Parlamente (Legislative) oder Verwaltungen (Exekutive) erklären, dass die gegenwärtige menschengemachte globale Erwärmung mit ihren Folgen einer umfassenden Krise entspricht und dass die bisher ergriffenen Maßnahmen nicht ausreichen, um diese ausreichend zu begrenzen. (→ 1,5-Grad-Ziel) Der Begriff bezeichnet dabei nicht nur förmliche Beschlüsse, sondern als Sammelbegriff auch weitere Aktionen zur Bekämpfung des Klimawandels, die durch die Ausrufung eben dieses Notstands gerechtfertigt werden sollen: Mit dem Notstands-Beschluss werden Regierung und Verwaltungen beauftragt, Maßnahmen auszuarbeiten, die über den derzeitigen Stand hinausgehen um, die globale Erwärmung zu mindern. Die Erklärung kann auf unterschiedlichen Ebenen erfolgen (national, kommunal usw.) und hinsichtlich Tiefe oder Details ihrer Vorgaben verschieden sein. Durch die Einführung und den Gebrauch des Begriffs „Notstand“ in diesem Zusammenhang wird diesen Maßnahmen höchste, nicht aufschiebbare Priorität zugeschrieben.
Am 12. Dezember 2020 forderte der Generalsekretär der Vereinten Nationen António Guterres die Nationen weltweit dazu auf, den Klimanotstand auszurufen.

## Begriff
Der Begriff Klimanotstand (oder englisch Climate Emergency) wurde schon vor 2010 bei Demonstrationen gegen den Klimawandel wie z. B. der „Climate-Emergency-Rally“ am 13. Juni 2009 in Melbourne verwendet (vgl. Bild). Im August 2017 verabschiedete der Stadtrat von Darebin ein Maßnahmenbündel unter dem Namen „Darebin Climate Emergency Plan“. Am 4. Dezember 2018 präsentierte der Club of Rome vor dem europäischen Parlament seinen „Climate Emergency Plan“, in dem 10 hochpriorisierte Maßnahmen zur Begrenzung der globalen Erwärmung zusammengefasst sind. Im Zuge der anhaltenden Protestaktionen von Fridays for Future oder Extinction Rebellion mit entsprechenden Initiativen wurde das Anliegen von verschiedenen Parlamenten aufgegriffen.
Eine Vielzahl der europäischen Städte und Gemeinden, die den Klimanotstand erklären, ist gleichzeitig seit Jahrzehnten Mitglied im Klima-Bündnis, wodurch sie sich u. a. verpflichtet haben, ihre CO2-Emission alle 5 Jahre um 10 % zu senken. Trotz solcher Bemühungen lassen sich bei einem Blick auf die Entwicklung der CO2-Emissionen bislang keine Erfolge des internationalen Klimaschutzes erkennen.
Am 5. November 2019 veröffentlichten mehr als 11.000 Wissenschaftler eine Deklaration in der Zeitschrift BioScience, in der sie den globalen Klima-Notstand ausriefen. Bis zum 28. Juli 2021 haben mehr als 14.000 Wissenschaftler die Erklärung in aktualisierter Form unterzeichnet.
Ebenfalls im November 2019 wurde der englischsprachige Begriff ‚climate emergency‘ von Oxford Dictionaries zum Wort des Jahres 2019 erklärt. Dies wurde u. a. damit begründet, dass die Verwendung des Begriffs um das 100-fache zugenommen hat. Dabei verwies ‚climate emergency‘ Begriffe wie ‚climate crisis‘ (Klimakrise), ‚climate action‘, ‚climate denial‘ (Klimaleugnung), ‚extinction‘, ‚flight shame‘ (Flugscham), ‚global heating‘ und ‚plant-based‘ auf die Plätze, die sich ebenfalls auf der Shortlist befanden. Oxford Dictionaries definiert climate emergency als „eine Situation, in der dringend gehandelt werden muss, um den Klimawandel abzuschwächen oder aufzuhalten und daraus entstehende möglicherweise irreversible Umweltschäden zu verhindern“ („a situation in which urgent action is required to reduce or halt climate change and avoid potentially irreversible environmental damage resulting from it.“).
In einzelnen Fällen wurden für die Ausrufung des Klimanotstands andere Worte gewählt: Das österreichische Parlament hatte im September 2019 die Climate Emergency ausgerufen, der Berliner Senat im Dezember 2019 die Klimanotlage. Hintergrund war jeweils, dass das Wort Klimanotstand als zu scharf (Österreich) bzw. zu nahe an den Notstandsgesetzen im Zusammenhang mit der Machtergreifung der NSDAP 1933 gesehen wurde (Berlin) (vgl. hierzu auch Kapitel Kritik weiter unten).

## Entwicklung in der EU

### Europäisches Parlament
Am 28. November 2019 rief das EU-Parlament den Klimanotstand für Europa aus. Für den Antrag stimmten 429 Mitglieder des EU-Parlaments. Dagegen stimmten 225 Abgeordnete. 19 Parlamentarier enthielten sich. Die EU-Kommission soll in der Konsequenz ihre gesamte Politik an dem globalen Ziel ausrichten, die Erhitzung der Erde auf 1,5 Grad gegenüber vorindustriellen Zeiten zu begrenzen. Der Entschließungsantrag selbst hat keine konkreten Folgen, sondern eher symbolischen Charakter.
In der Folge stellte die neue Kommissions-Präsidentin Ursula von der Leyen am 11. Dezember 2019 den European Green Deal („Europäischer Grüner Deal“) vor: Ein Konzept mit dem Ziel, bis 2050 in der EU die Treibhausgas-Netto-Emissionen auf Null zu reduzieren und somit als erster Kontinent klimaneutral zu werden. Der European Green Deal ist eine der sechs Prioritäten der Kommission von der Leyen I.

### Deutschland
Als erste deutsche Kommune erklärte Konstanz am 2. Mai 2019 den Klimanotstand. Am 10. Dezember 2019 erklärte Berlin als erstes Bundesland die Klimanotlage.
In der Antwort auf eine kleine Anfrage der AfD-Landtagsfraktion erklärte die Landesregierung Nordrhein-Westfalens am 2. Juli 2019 unter anderem: „Durch die Ausrufung des ‚Klimanotstandes‘ als symbolische Maßnahme im Rahmen kommunaler Selbstverwaltung erwachsen einer Kommune keine besonderen Rechte. … Die symbolische Ausrufung des ‚Klimanotstandes‘ durch eine Kommune ist nicht rechtsmissbräuchlich.“
In Teilen der Verwaltungsrechtswissenschaft wird die Ausrufung eines kommunalen Klimanotstandes dagegen mit Verweis auf die Grenzen der aus der kommunalen Selbstverwaltungsgarantie fließenden Verbandskompetenz der Gemeinde als rechtswidrig erachtet. Es wird insoweit auf die parallele Problematik bei der früheren Ausrufung einer sog. „atomwaffenfreien Zone“ verwiesen.
Am 15. Juli 2019 rief der Bundesverband Bund Deutscher Forstleute (BDF) den Klimanotstand für den Wald in Deutschland aus; am 18. Juli der Bund Deutscher Forstleute Nordrhein-Westfalen (BDF NRW) selbigen für den Wald in Nordrhein-Westfalen. Ca. eine Woche später erklärte der baden-württembergische Forstminister Peter Hauk (CDU) sinngemäß dasselbe für den Wald seines Bundeslands.
Begriffliche Einordnung in Deutschland
In Deutschland werden die direkt gewählten kommunalen Vertretungen je nach Bundesland unterschiedlich bezeichnet (z. B. Konstanz {\displaystyle \rightarrow } Gemeinderat, Kiel {\displaystyle \rightarrow } Ratsversammlung). Abgesehen von drei Ausnahmen, in denen diese mit einem Landesparlament deckungsgleich sind (Hamburg, Berlin und Bremen), haben sie keine gesetzgebende Befugnis (weil diese auf Landes- oder Bundesebene liegt). Vor diesem Hintergrund werden sie nicht der Legislative, sondern bereits der Exekutive zugeordnet, auch wenn sie z. B. Gemeindesatzungen oder den Haushalt beschließen. Gemeinsam ist den Beschlüssen zum Klimanotstand, dass sie von den gewählten Vertretungen gefasst werden und die weitergehenden Organe der jeweiligen Verwaltungen mit der Ausführung beauftragt werden. 

### Österreich
Die „Fridays-for-Future“-Bewegung Österreich fordert seit dem nationalen Protesttag am 15. März 2019 die Ausrufung des Klimanotstands auch auf nationaler Ebene. Als erstes Bundesland Österreichs rief am 4. Juli 2019 Vorarlberg den Klimanotstand aus. Dem Antrag der Grünen stimmten SPÖ, ÖVP, NEOS und Grüne zu, nicht jedoch die FPÖ. Nach Verhandlungen der „Fridays-for-Future“-Bewegung wurde im Juli 2019 im Nationalrat ein gemeinsamer Entschließungsantrag von ÖVP, SPÖ, Neos und Jetzt dazu eingebracht, dem am 25. September 2019 in der letzten Sitzung vor der vorgezogenen Neuwahl mit den Stimmen derselben Parteien zugestimmt wurde. Dieser beschloss explizit eine Climate Emergency und nicht den Klimanotstand. Die FPÖ stimmte dagegen. Der Bundesrat, die zweite Kammer des österreichischen Parlaments, hatte bereits im Juli 2019 einhellig den Klimanotstand ausgerufen.

### Vereinigtes Königreich und Irland
Das britische Unterhaus beschloss Ende April 2019 einstimmig auf Basis eines Berichts des Beratungs-Gremiums Committee on Climate Change, für Großbritannien den Klimanotstand auszurufen.
Das irische Parlament beschloss am 9. Mai 2019, den Klimanotstand auszurufen. Gleichzeitig sollen geeignete Maßnahmen gegen den zunehmenden Verlust von Artenvielfalt ({\displaystyle \rightarrow } „Biodiversität“) getroffen werden.
Am 12. Juli 2019 erklärt die Musikindustrie in Großbritannien den „Climate and Ecological Emergency“.

### Westliche und südliche EU-Staaten
Am 27. Juni 2019 erklärte das französische Parlament den Klimanotstand. Die Abgeordneten nahmen eine Vorlage der Regierung an. Frankreich kommt damit einer Forderung der Fridays-for-Future-Bewegung nach. Paris erklärte am 9. Juli 2019 den Klimanotstand.
Die spanische autonome Gemeinschaft Katalonien rief Ende Mai 2019 den Klimanotstand aus. Im September 2019 erklärte der spanische Kongress den Klimanotstand.
In Italien haben 28 Städte den Klimanotstand ausgerufen, darunter die Stadt Acri, die Kommune Mailand, Neapel, Lucca und Padua.

## Internationale Entwicklung

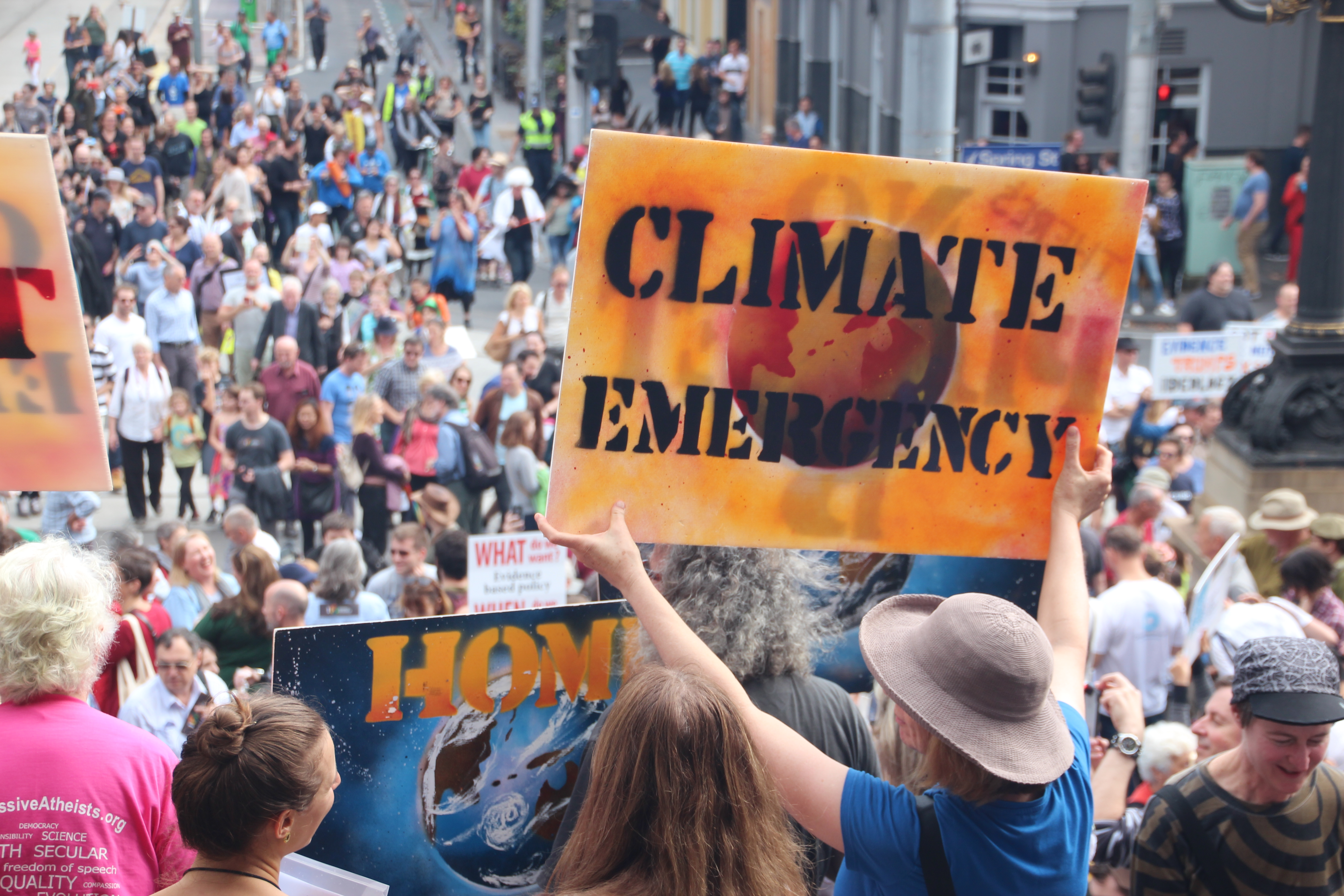
„Climate Emergency“: Aufschrift auf einem Protest-Plakat am 22. April 2017 auf dem jährlichen „March for Science“ wiederum in Melbourne, Australien

Laut Climate Emergency Declaration haben 740 Gebietskörperschaften in 16 Staaten den Klimanotstand ausgerufen, soweit der Stand von 13. Juli 2019. Bis zum 12. Dezember 2020 haben mindestens 38 Staaten den Klimanotstand ausgerufen und der Generalsekretär der Vereinten Nationen hat die Staats- und Regierungschefs aller Länder zur Ausrufung des Klimanotstands aufgefordert.

### Australien und Neuseeland
Australien zählt insgesamt zu den Vorreitern beim Ausrufen von Klimanotstand. Am 21. August 2017 verabschiedete der australische Stadtrat von Darebin City in Groß-Melbourne einstimmig den „Darebin Climate Emergency Plan“. Weitere Gemeinden beschlossen ebenfalls 2017 erste Klimanotpläne, die große Welle folgte jedoch erst 2019.
Am 2. Dezember 2020 erklärte die Regierung von Neuseeland „Climate Change Emergency“, nachdem das Parlament diesem Schritt mit einer deutlichen Mehrheit zugestimmt hatte.

### Kirche
Im Juni 2019 erklärte Papst Franziskus nach einem Treffen mit Vertretern der Ölindustrie einen globalen Klimanotstand und rief zum Kampf gegen die durch die globale Erwärmung hervorgerufene Klimakrise auf. Es sei eine „radikale Energiewende“ nötig, um das 1,5-Grad-Ziel einzuhalten und damit katastrophale Klimafolgeschäden zu verhindern. Nicht zu handeln bedeute einen „brutalen Akt der Ungerechtigkeit gegenüber armen und zukünftigen Generationen“. Zukünftige Generationen stünden davor, „eine ruinierte Welt zu erben“ und sollten nicht „die Kosten der Verantwortungslosigkeit unserer Generation“ tragen müssen.

### Nord- und Südamerika
Der Stadtrat der kanadischen Stadt Vancouver genehmigte am 29. April 2019 einen „Climate Emergency Report“, in dem eine Verstärkung der Maßnahmen beschlossen wurde, um den Klimawandel zu bekämpfen („Climate Emergency report to increase our efforts to tackle climate change“). Bis zum 13. Mai 2019 haben 384 kanadische Gemeinden den Klimanotstand anerkannt oder erklärt.
Argentinien hat den Klimanotstand ausgerufen.
In den Vereinigten Staaten haben 18 Städte den Klimanotstand erklärt, darunter New York City und San Francisco.

### Schweiz

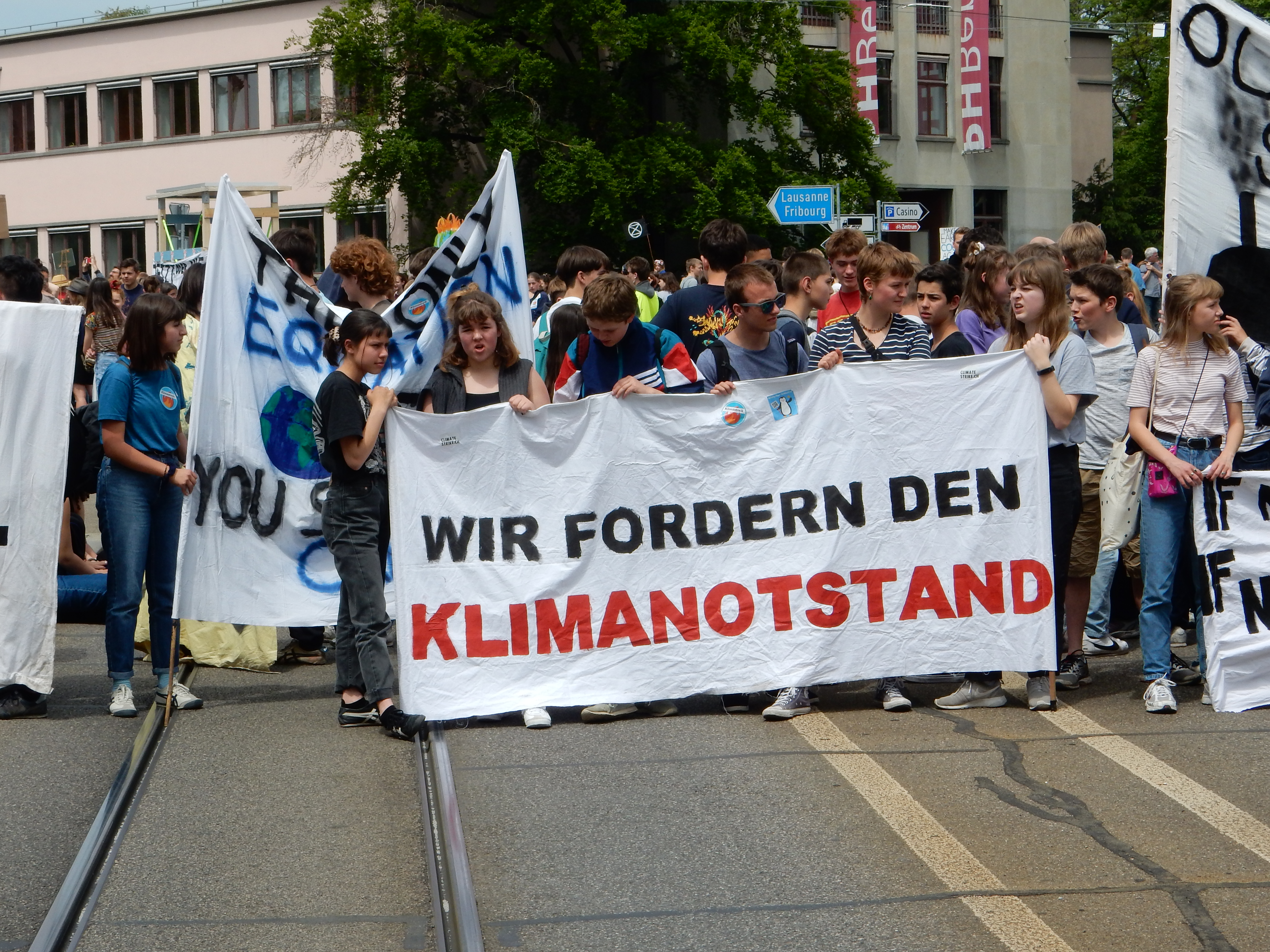
Forderung nach dem Klimanotstand auf dem Berner Helvetiaplatz, 24. Mai 2019

In der Schweiz haben ab dem 20. Februar 2019 zahlreiche Kantons- und Stadtparlamente den Klimanotstand ausgerufen. Gemäß dem Schweizer Föderalismus haben diese Parlamente unterschiedliche Beschlüsse gefasst.

## Avisierte Maßnahmen

### Aus den Parlamentsbeschlüssen
Aus der Erklärung des Klimanotstands heraus wird nach konkreten Maßnahmen gefragt oder solche durchgeführt, wie
- eine klimaneutrale Versorgung von Gebäuden ermöglichen (für Altbauten auch Reduktion/Sanierung)[1]
- Mobilitätsmanagement z. B. durch öffentliche Verkehrsmittel, CO2-freie Transportmittel[1][55]
- Reduktion der CO2-Emissionen im Bau[55].

### Maßnahmen-Vorschläge von Nichtregierungs-Organisationen
Nichtregierungsorganisationen (engl. Non-Government-Organisation, NGO) führen folgende vordringliche Maßnahmen ins Feld:
- Stopp des Wachstums der Verwendung fossiler Energien im Jahr 2020 sowie Einstellung jeglicher Subventionen für diese ab 2020[7] ({\displaystyle \rightarrow } „Fossil Free“-[58] sowie „Divestment“-Bewegung)
- Verdopplung der Produktionskapazitäten für erneuerbare Energien alle vier Jahre[7] ({\displaystyle \rightarrow } „Energiewende“)
- Besteuerung von CO2[7]
- Aufgabe des Wachstumsziels für das Bruttosozialprodukt als Kennzahl für einen Grad von „Wohlstand“[7]
- Anpassung der Landwirtschaft[7] ({\displaystyle \rightarrow } „Agrarwende“)
- Erhalt von Wäldern und Mooren[12]
- Errichtung von Materialkreisläufen[7] ({\displaystyle \rightarrow } „Cradle to Cradle“, „C2C“)

## Kritik
Der Begriff des „Klimanotstands“ sowie seine Ausrufung wird verschiedentlich kritisiert.
Der Professor für Wirtschaftsethik Peter Seele argumentiert in einem Gastkommentar in der NZZ, dass zwar 11.000 Wissenschaftler durchaus den „Klimanotstand“ erklären dürften, wenn dies aber durch Städte, Kantone und Gemeinden geschehe, dann „öffne dies doch Tür und Tor zur Aushebelung des geltenden Rechtsstaates und seiner garantierten Freiheiten.“ Da es einen Konflikt zwischen Nachhaltigkeit und Freiheit gebe, würde die rigorose Umsetzung von Nachhaltigkeit zu einem Konflikt mit Grundwerten führen.
Anlässlich der Erklärung des Klimanotstands durch das europäische Parlament am 28. November 2019 sagte der CDU-Abgeordnete Peter Liese, dass der Begriff „Notstand“ unangebracht sei: Unter diesem Begriff sei unter Adolf Hitler in Deutschland die Demokratie abgeschafft und seien fundamentale Rechte wie die Pressefreiheit eingeschränkt worden. Der Begriff Klimanotstand würde in erster Linie Angst auslösen und Erwartungen an Sofortmaßnahmen wecken, die Europa nicht liefern könne. Ein Antrag der EVP-Fraktion, stattdessen von Klimadringlichkeit „Climate Urgency“ zu sprechen, fand keine Mehrheit.
Der Journalist Ulrich Ladurner kritisierte in der Zeit den Beschluss des EU-Parlaments, da die von Parlamentariern gegebene Begründung „um Druck auszuüben“ den Eindruck erwecke, als wüssten die Europäer nicht, dass der Kampf gegen die Erderwärmung die wichtigste Aufgabe sei. Zudem fühlte auch Ladurner sich in der Wortwahl „Klimanotstand“ stark an die Notverordnung von 1933 erinnert.
Sowohl Österreich (Nationalrat und Bundesrat) als auch der Berliner Senat wählten deshalb statt Klimanotstand die Worte climate emergency bzw. Klimanotlage für ihre Erklärungen (vgl. Kapitel Begriff).
GERICS- und Hereon-Forschende um Steffen Bender sehen dagegen keine eindeutigen rechtlichen Konsequenzen (bspw. rechtfertigenden Notstand) durch den Beschluss des Klimanotstands öffentlicher Einrichtungen und Gremien. Es werde lediglich ein dringender Handlungsbedarf verdeutlicht.